# TOP Oss
El TOP Oss es un equipo de fútbol neerlandés profesional de la ciudad de Oss en el Brabante Septentrional. Actualmente milita en la Eerste Divisie, la segunda liga de fútbol más importante del país.

## Historia
Fue fundado el 9 de abril de 1928 en la ciudad de Oss con el nombre BVO Oss, el cual utilizó hasta 1994, al cambiarlo por TOP Oss, utilizado hasta el verano del 2009, cuando lo cambiaron por el de FC Oss, nombre utilizado hasta 2017 cuando vuelve a ser el TOP Oss.
Fue profesional entre 1955 y 1957 cuando militaba en la Tweede Divisie hasta que descendieron de la categoría. Retornaron al profesionalismo en 1991.

## Palmarés
- Topklasse verano: 1

2010/11

## Entrenadores
- Piet Schrijvers (1991–93)
- Bram Braam (1993–94)
- Hans Dorjee (1994–95)
- Adrie Koster (1995–97)
- Lex Schoenmaker (1997-00)
- Jan Versleijen (1999-00)
- Wim van Zwam (2000–02)
- Harry van den Ham (2002–05)
- Hans de Koning (2005–10)
- Dirk Heesen (2010-2012)
- Anton Janssen (2012-13)
- Gert Aandewiel (2013–14)
- Wil Boessen (2014–15)
- Reinier Robbemond (2015–16)
- François Gesthuizen (2016–17)
- Klaas Wels (2017–21)
- Bob Peeters (2021–22)
- Kristof Aelbrecht (2022)
- Klaas Wels (2023)
- Ruud Brood (2023–24)
- Sjors Ultee (2024–presente)